# Трио сестёр Байко
Трио сестёр Байко (укр. Тріо сестер Байко) — советское и украинское вокальное трио. Народные артистки УССР (1979), лауреаты Государственной премии УССР имени Т. Г. Шевченко (1976).

## Состав трио
- Даниила Яковлевна Байко (1929—2019) — певица, окончила Львовскую консерваторию, в 1969—1984 годах преподавала во Львовском педагогическом училище.
- Мария Яковлевна Байко (1931—2020) — Народная артистка УССР, профессор кафедры академического вокала во Львовской музыкальной академии имени Николая Лысенко.
- Нина Яковлевна Байко (родилась в 1933 году) — Народная артистка УССР, глава гражданской организации «Киевское общество „Лемковщина“ имени Богдана-Игоря Антонича», профессор Киевского университета культуры и искусств.
- Зиновия Яковлевна Байко (родилась в 1927 году) — певица, участница трио сестёр Байко в 1958—1966 годах, выступала в трио вместо сестры Марии.

## Творчество
Как трио сёстры Байко начали свои выступления в 1953 году. В 1956 году — дипломантки Республиканского и Всесоюзного конкурсов, участницы Декады украинского искусства в Варшаве, Замосце и Люблине. За мастерское исполнение народных лемковских песен на VI Всесоюзном фестивале молодёжи и студентов в Москве (1957 год) награждены Золотой медалью и дипломом I степени. Успешно гастролировали в Чехословакии, Германии, Бельгии, Канады (1968) и США (1974).
Сёстры выступали с концертами в Тернополе (1955, 1958), Чорткове (1958); участвовали во Всеукраинском конгрессе лемков и международном празднике лемковской культуры «Гори наші Бескиди» в Тернополе (1992).
Трио сестёр Байко отличается высокопрофессиональной манерой исполнения музыкальных произведений, самобытным песенным стилем. При их участии был создан кинофильм «Сейся, родись, жито-пшеница». Основу репертуара трио сестёр Байко составляют Лемковские песни, произведения известных советских украинских композиторов С. Людкевича, Н. Колессы, А. Кос-Анатольского, С. Козака, Я. Ярославенко, И. Майчика, Б. Дрималика и других.

## Дискография
В 1965—1989 годах вышло семь пластинок «Поют сестры Байко» (укр. Співають сестри Байко). В 2003 году вышел двойной CD-диск «Сёстры Даниила, Мария, Нина Байко» (укр. Сестри Даниїла, Марія, Ніна Байко).